# Grand Prix Hiszpanii 1990
Grand Prix Hiszpanii 1990 (oryg. Gran Premio Tio Pepe de España) – 14. runda Mistrzostw Świata Formuły 1 w sezonie 1990, która odbyła się 30 września 1990, po raz piąty na torze Circuito Permanente de Jerez.
32. Grand Prix Hiszpanii, 20. zaliczane do Mistrzostw Świata Formuły 1.

## Klasyfikacja

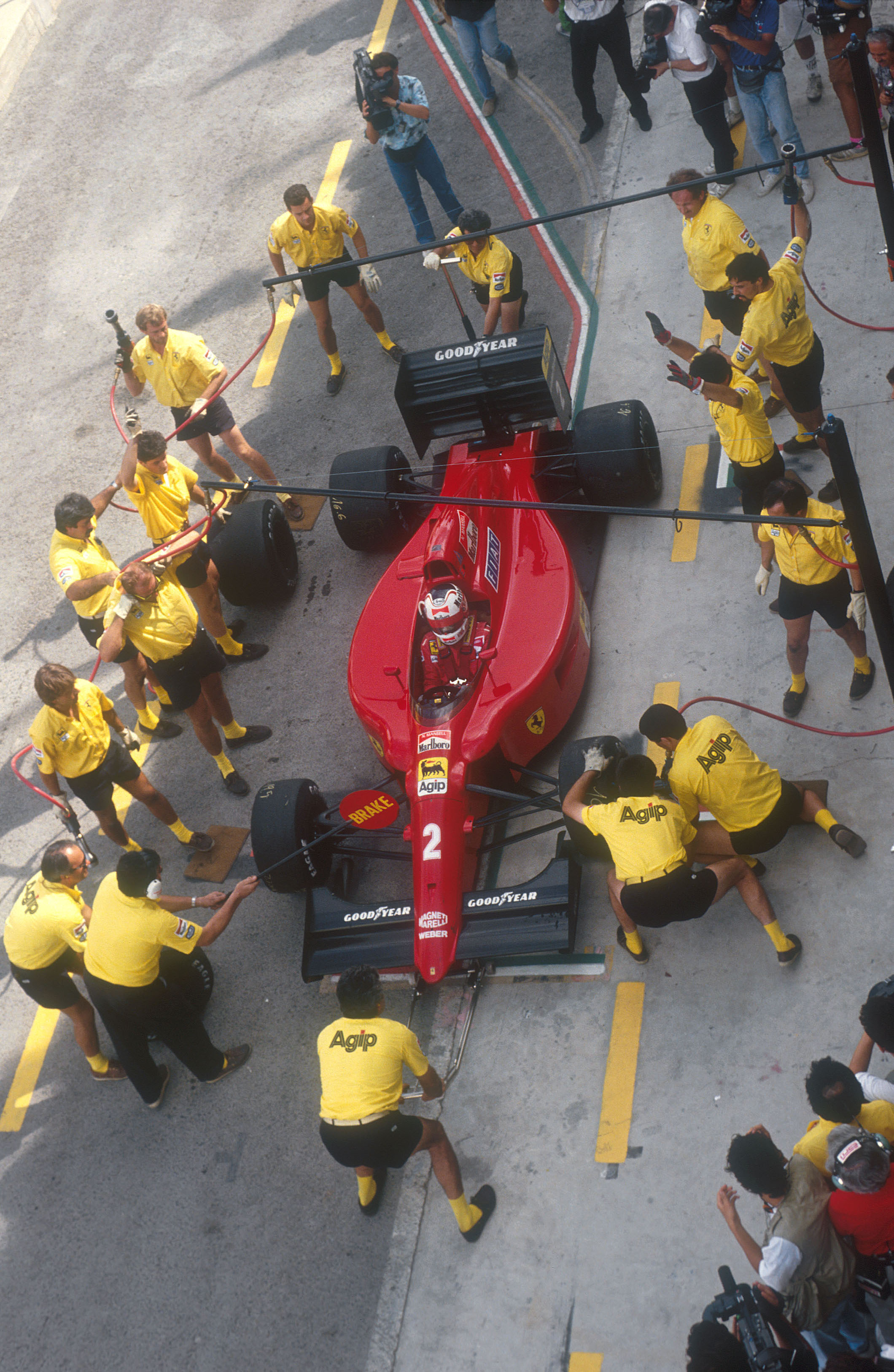
Pit-stop Nigela Mansella podczas wyścigu

| Legenda oznaczeń w tabelach wyników Wyświetl szablon na nowej stronie | Legenda oznaczeń w tabelach wyników Wyświetl szablon na nowej stronie                                                                     |
| Oznaczenie                                                            | Wyjaśnienie |
| --------------------------------------------------------------------- | --- |
| Złoty                                                                 | Zwycięzca lub mistrzostwo |
| Srebrny                                                               | 2. miejsce lub wicemistrzostwo |
| Brązowy                                                               | 3. miejsce lub II wicemistrzostwo |
| Zielony                                                               | Ukończył, punktował (w klasyfikacji generalnej, gdy zdobył co najmniej jeden punkt na przestrzeni sezonu, poza trzema powyższymi opcjami) |
| Niebieski                                                             | Ukończył, nie punktował (w klasyfikacji generalnej, gdy nie zdobył co najmniej jednego punktu na przestrzeni sezonu)                      |
| Czerwony                                                              | Nie zakwalifikował się (NZ) |
| Czerwony                                                              | Nie prekwalifikował się (NPK) |
| Różowy                                                                | Nie ukończył (NU) |
| Różowy                                                                | Niesklasyfikowany (NS) (w klasyfikacji generalnej, gdy nie został sklasyfikowany w żadnym wyścigu sezonu)                                 |
| Czarny                                                                | Zdyskwalifikowany (DK) |
| Czarny                                                                | Wykluczony (WYK/EX) |
| Biały                                                                 | Nie wystartował (NW) |
| Biały                                                                 | Kontuzjowany (K/INJ) |
| Biały                                                                 | Wyścig odwołany (OD/C) |
| Bez koloru                                                            | Został wycofany (WYC/WD) |
| Bez koloru                                                            | Nie przybył (NP/DNA) |
| Bez koloru                                                            | Nie brał udziału w treningach (NT/DNP) |
| Bez koloru                                                            | Nie został zgłoszony (–) |
| Pogrubienie                                                           | Start z pole position |
| Kursywa                                                               | Najszybsze okrążenie wyścigu |
| †                                                                     | Nie ukończył, ale jego rezultat został zaliczony ze względu na przejechanie więcej niż 90% dystansu wyścigu.                              |
| *                                                                     | Sezon w trakcie |
| 1/2/3                                                                 | Punktowana pozycja w sprincie kwalifikacyjnym                                                                                             |
| Lista systemów punktacji Formuły 1                                    | |

| Pos | No | Kierowca           | Konstruktor           | Okrążeń | Czas/powód NU   | Poz. Start. | Punktów |
| --- | -- | ------------------ | --------------------- | ------- | --------------- | ----------- | ------- |
| 1   | 1  | Alain Prost        | Ferrari               | 73      | 1:48:01.461     | 2           | 9       |
| 2   | 2  | Nigel Mansell      | Ferrari               | 73      | +22.064         | 3           | 6       |
| 3   | 19 | Alessandro Nannini | Benetton-Ford         | 73      | +34.874         | 9           | 4       |
| 4   | 5  | Thierry Boutsen    | Williams-Renault      | 73      | +43.296         | 7           | 3       |
| 5   | 6  | Riccardo Patrese   | Williams-Renault      | 73      | +57.530         | 6           | 2       |
| 6   | 30 | Aguri Suzuki       | Larrousse-Lamborghini | 73      | +1:03.728       | 15          | 1       |
| 7   | 25 | Nicola Larini      | Ligier-Ford           | 72      | +1 okrążenie    | 20          |         |
| 8   | 15 | Maurício Gugelmin  | Leyton House-Judd     | 72      | +1 okrążenie    | 12          |         |
| 9   | 18 | Yannick Dalmas     | AGS-Ford              | 72      | +1 okrążenie    | 23          |         |
| 10  | 9  | Michele Alboreto   | Arrows-Ford           | 71      | +2 Okrążeń      | 25          |         |
| NU  | 11 | Derek Warwick      | Lotus-Lamborghini     | 63      | Skrz. biegów    | 10          |         |
| NU  | 16 | Ivan Capelli       | Leyton House-Judd     | 59      | Physical        | 19          |         |
| NU  | 28 | Gerhard Berger     | McLaren-Honda         | 56      | Kolizja         | 5           |         |
| NU  | 27 | Ayrton Senna       | McLaren-Honda         | 53      | Ukł. chłodzenia | 1           |         |
| NU  | 20 | Nelson Piquet      | Benetton-Ford         | 47      | Bateria         | 8           |         |
| NU  | 22 | Andrea de Cesaris  | Dallara-Ford          | 47      | Silnik          | 17          |         |
| NU  | 14 | Olivier Grouillard | Osella-Ford           | 45      | Łożysko koła    | 21          |         |
| NU  | 23 | Pierluigi Martini  | Minardi-Ford          | 41      | Wypadł z toru   | 11          |         |
| NU  | 26 | Philippe Alliot    | Ligier-Ford           | 22      | Wypadł z toru   | 13          |         |
| NU  | 29 | Éric Bernard       | Larrousse-Lamborghini | 20      | Skrz. biegów    | 18          |         |
| NU  | 3  | Satoru Nakajima    | Tyrrell-Ford          | 13      | Wypadł z toru   | 14          |         |
| NU  | 17 | Gabriele Tarquini  | AGS-Ford              | 5       | Silnik          | 22          |         |
| NU  | 8  | Stefano Modena     | Brabham-Judd          | 5       | Kolizja         | 24          |         |
| NU  | 4  | Jean Alesi         | Tyrrell-Ford          | 0       | Wypadł z toru   | 4           |         |
| NU  | 21 | Emanuele Pirro     | Dallara-Ford          | 0       | Przepustnica    | 16          |         |
| NW  | 12 | Martin Donnelly    | Lotus-Lamborghini     |         | Odniósł rany    |             |         |
| NZ  | 7  | David Brabham      | Brabham-Judd          |         |                 |             |         |
| NZ  | 24 | Paolo Barilla      | Minardi-Ford          |         |                 |             |         |
| NZ  | 10 | Bernd Schneider    | Arrows-Ford           |         |                 |             |         |
| NZ  | 31 | Bertrand Gachot    | Coloni-Ford           |         |                 |             |         |
| NPK | 33 | Roberto Moreno     | Euro Brun-Judd        |         |                 |             |         |
| NPK | 34 | Claudio Langes     | Euro Brun-Judd        |         |                 |             |         |
| NPK | 39 | Bruno Giacomelli   | Life-Judd             |         |                 |             |         |